# Зейлигер, Дмитрий Николаевич
Дми́трий Никола́евич Зе́йлигер (имя при рождении Самуил;; 12 [24] мая 1864, Тирасполь, Херсонская губерния — 25 июня 1936, Ростов-на-Дону) — русский и советский математик и механик, профессор механики Казанского университета (1894). Заслуженный деятель науки РСФСР (1927).
Основные труды — в области геометрии линейчатых поверхностей, винтового исчисления, теоретической механики.

## Биография
Родился 12 (24) мая 1864 года в Тирасполе в еврейской купеческой семье. Окончил 2-ю Одесскую гимназию (1883) (по другим сведениям — Кишинёвскую гимназию) и физико-математический факультет Императорского Новороссийского университета в Одессе (1887), где в 1891 году получил степень магистра прикладной механики за диссертацию «Механика подобно-изменяемого тела. Статика» («Западное Новороссийское общество естествоиспытателей», 1889—1891) и в следующем году был назначен приват-доцентом на кафедре механики.
В 1894 году Московским университетом удостоен степени доктора прикладной механики за диссертацию «Теория движения подобно-изменяемого тела» («Учёные Записки Казанского Университета», 1893), в 1895 году назначен экстраординарным профессором Казанского университета, в 1899 году — ординарным профессором того же университета, заведующим кафедрой механики. В 1910 году организовал при университете первый воздухоплавательный кружок.
Уволен из Казанского университета в 1914 году за неблагонадёжные политические взгляды. До 1917 года преподавал в Петроградском университете, затем вновь в Казанском университете. Вместе со своим учеником Н. Г. Четаевым и ректором университета экономико-географом Н.-Б. З. Векслиным стал организатором авиационного образования в Казани и открытия на базе университета Казанского авиационного института. 27 декабря 1917 года, в связи с созданием при университете Лесного факультета, был назначен заведующим кафедрой механической технологии дерева.
В 1919 году он был избран первым ректором Казанского политехнического института и одновременно возглавил его экономический факультет. В 1927 году по инициативе Д. Н. Зейлигера началась специализация студентов-механиков Казанского университета по аэродинамике.
В 1929—1933 годах — профессор и заведующий новообразованной кафедрой математики Горного института в Юзовке, в 1932—1936 годах — заведующий кафедрой теоретической механики Северо-Кавказского индустриального института в Новочеркасске.
Д. Н. Зейлигер — автор работ по теоретической механике, комплексной геометрии линейчатого пространства. Разработал основы винтового исчисления (1890), в 1889—1991 годах занимался механикой подобно-изменяемой системы. В 1910 году обратился к вопросам плоского движения и теории винтов, изложил теорию дуальных чисел. В 1934 году отдельной монографией («Комплексная линейчатая геометрия») опубликовал теорию линейчатой геометрии с приложениями к кинематике — на основе результатов, полученных методом винтового исчисления.

## Семья
Брат — Филипп Николаевич Зейлигер (1863—1937), выпускник юридического факультета Новороссийского университета, присяжный поверенный, политический защитник (защищал восставших матросов броненосца «Георгий Победоносец» в Севастополе, 1906; А. В. Луначарского в Териоках, 1906), эсер, дворянин (1910), в советское время неоднократно подвергался арестам. Его сын — Сергей Филиппович Зейлигер (10 декабря 1897, Одесса — 17 ноября 1929, Берлин), инженер-радиотехник; дочь — Елена Филипповна Зейлигер, научный сотрудник Института химической физики АН СССР, подруга Н. Н. Берберовой.

## Монографии
- Теория векторов. — Одесса, 1890.
- Механика подобно-изменяемой системы. Вып. 1. — Одесса: тип. А. Шульце, 1890—1891.
- Теория движения подобно-изменяемого тела. — Казань: Типо-литография Казанского Императорского Университета, 1892.
- Решения задачи, предложенной г. профессором Д. Н. Зейлигером. — Казань: Типо-литография Казанского Императорского Университета, 1893.
- Об одном способе получения общих интегралов некоторых систем дифференциальных уравнений. — Казань: Типо-литография Казанского Императорского Университета, 1897.
- Отчёт о командировке в Италию. — Казань: Типо-литография Казанского Императорского Университета, 1902.
- Теория плоских централ. — Казань: Типо-литография Казанского Императорского Университета, 1908.
- Комплексная линейчатая геометрия. Поверхности и конгруэнции. — Ленинград—Москва: Государственное технико-теоретическое издательство, 1934. тираж 5 000 экз.